# 야마다 군과 Lv999의 사랑을 하다
《야마다 군과 Lv999의 사랑을 하다》(일본어: 山田くんとLv999の恋をする)는 마시로가 지은 일본의 만화이다. 『GANMA!』(코믹 스마트)에서 2019년 3월 7일부터 연재 중이다. 단행본은 KADOKAWA에서 간행. 이 만화는 마시로가 처음으로 연재한 작품이다.
2022년 12월 현재 단행본 누계 발행 부수는 200만 부를 기록하고 있다.
TV 애니메이션은 매드하우스에서 만들어 2023년 4월 2일부터 6월 25일까지 도쿄 MX 등에서 방영했다.

## 등장 인물
- 키노시타 아카네(일본어: 木之下 茜)(성우: 미나세 이노리)
- 야마다 아키토(일본어: 山田 秋斗)(성우: 우치야마 코우키, 마츠다 토시노리(초등학생 시절))
- 사사키 에이타(일본어: 佐々木 瑛太)(성우: 하나에 나츠키)
  - 루리 공주(게임 속 캐릭터)(일본어: 瑠璃姫)(성우: 카쿠마 아이)
- 사사키 루나(일본어: 佐々木 瑠奈)(성우: 카쿠마 아이)
- 마에다 모모코(일본어: 前田 桃子)(성우: 오오니시 사오리)
- 카모타 타케조(일본어: 鴨田 たけぞう)(성우: 토비타 노부오)
- 츠바키 유카리(일본어: 椿 ゆかり)(성우: 츠치다 리안)
- 오카모토 타케아키(일본어: 岡本 武明)(성우: 코바야시 유스케)